# Maria Scholander-Hedlund
Maria Helena Scholander-Hedlund, född 29 februari 1856 i Hovförsamlingen i Stockholm, död 28 november 1951 i Vasa församling i Göteborg, var en svensk målare.
Hon var dotter till Fredrik Wilhelm Scholander och Catharina Sofia Nyström samt från 1878 gift med Torsten Hedlund. Hon var syster till Sven Scholander och Anna Boberg. Maria Scholander-Hedlund studerade konst för sin far och genom hans förbindelser med den europeiska konstvärlden fick hon möjlighet att studera för olika konstnärer på kontinenten. Hon medverkade i ett flertal samlingsutställningar, bland annat med Norrlands konstförening i Sundsvall 1883 och i Göteborg. Hennes konst består huvudsakligen av akvareller med motiv från Stockholm, Västkusten och från utlandet. Hennes omfattande korrespondens med Bjørnstjerne Bjørnson blev inskannad av Universitetet i Oslo 1991–1997. Hon signerade sina arbeten med M. SH eller M.HS. Scholander-Hedlund är representerad vid Göteborgs historiska museum. Hon är begravd på Östra kyrkogården i Göteborg.